# 多脉七叶树
多脉七叶树（学名：Aesculus polyneura）是无患子科七叶树属的植物，为中国的特有植物。分布在中国大陆的云南等地，生长于海拔1,700米的地区，常生长在湿润林中，目前已由人工引种栽培。